# Museu Picasso de Barcelona
|  | «Museu Picasso» redirigeix aquí. Vegeu-ne altres significats a «Museu Picasso (desambiguació)». |

El Museu Picasso de Barcelona és el museu de referència per al coneixement dels anys de formació de Pablo Picasso. Amb més de 4.249 obres del pintor; disposa de la col·lecció més completa del món d'obres de joventut de l'artista. Està situat al carrer de Montcada, al Barri de la Ribera de Barcelona. Va obrir les portes al públic per primera vegada el 9 de març de 1963, convertint-se en el primer museu de Picasso del món i l'únic creat en vida de l'artista. Està declarat museu d'interès nacional per la Generalitat de Catalunya.

## Història

### Origen de la col·lecció

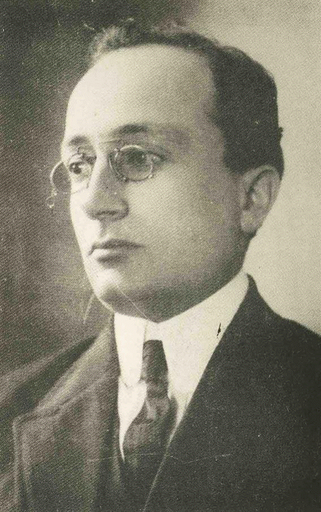
Jaume Sabartés

El museu va néixer gràcies a la idea de Jaume Sabartés i Gual, amic personal i secretari de l'artista des de 1935, qui volia dedicar un museu a Pablo Picasso. Inicialment Sabartés va plantejar-se crear el museu a Màlaga, però fou el mateix Picasso qui el va animar a fundar-lo a Barcelona. L'any 1960, Sabartés va proposar a l'Ajuntament la possibilitat de crear un museu dedicat exclusivament a l'artista malagueny. El 27 de juliol del mateix any es va signar l'acord que constituïa el museu. La col·lecció va iniciar-se amb la donació de la col·lecció privada del mateix Sabartés. Tot i això, l'Ajuntament de Barcelona ja era propietari d'algunes obres de Picasso, com Arlequí, donada pel mateix Picasso, o les 22 obres provinents de la Col·lecció Plandiura, adquirida conjuntament amb la Generalitat de Catalunya el 1932.
El museu es va inaugurar oficialment el 9 de març de 1963, sota el nom de Col·lecció Sabartés, degut a les conegudes diferències polítiques entre Picasso i el règim franquista que governava en aquell moment. Fins i tot el llavors alcalde Porcioles va arribar a desobeir instruccions del govern espanyol per poder obrir el museu. El museu es va ubicar al Palau Aguilar, al número 15 del carrer de Montcada. En aquesta primera època, la col·lecció estava formada bàsicament per la mateixa col·lecció Sabartés, algunes litografies i cartells, més algunes obres que es van arreplegar del Museu d'Art de Catalunya. També es van incloure els dibuixos de la col·lecció privada de Lluís Garriga i Roig. El mateix any s'hi van incorporar una donació de Salvador Dalí -Un llibre amb gravats que Picasso havia fet per a Les metamorfosis d'Ovidi- i un collage donat per Gala, Cap, de 1913.
Amb els anys, la col·lecció es va anar ampliant progressivament amb donacions, com la dels 7 dibuixos -datats entre 1899 i 1904- que Sebastià Junyer i Vidal va donar el 1966. Dos anys més tard, el 1968, Sabartés va morir i el mateix Picasso va lliurar a la pinacoteca una sèrie de 58 quadres sobre Las Meninas de Velázquez, així com Retrat blau de Sabartés, de 1901. A més, es va comprometre a donar al museu una còpia de cada nou gravat que realitzés.

### Ampliació del museu i de les col·leccions

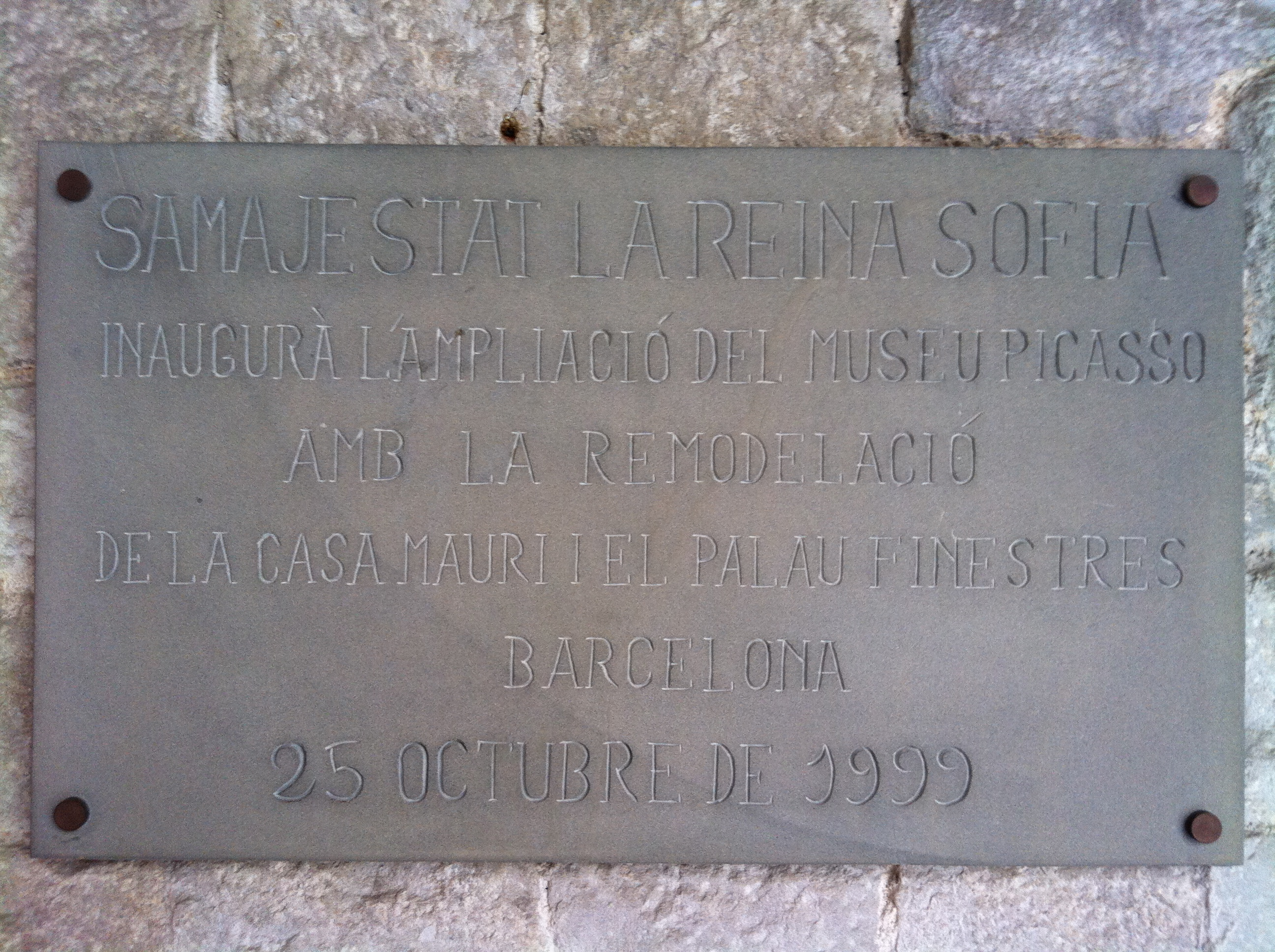
Placa commemorativa de l'ampliació del Museu el 1999, amb l'adquisició de la Casa Mauri i el Palau Finestres

El desembre de 1970 es va produir la primera d'una sèrie d'ampliacions del museu, annexant el palau del Baró de Castellet, annex al Palau Aguilar. El 8 de maig d'aquell mateix any el pintor havia realitzat una segona donació, consistent en 921 obres d'estils i tècniques diferents. Era tota la col·lecció que la seva família tenia guardada a la ciutat, bàsicament formada per obres primerenques. Picasso moriria el 1973.
Amb el temps les donacions van seguir i el museu va créixer en importància. El 1982 Jacqueline Roque, la seva vídua, va fer lliurament al museu de 41 peces de ceràmica i el fotògraf Roberto Otero va donar un recull gràfic amb 80 fotografies del pintor i del seu cercle.
L'any següent, els hereus, juntament amb la Galeria Louise Leiris, van fer donació de 117 gravats. Durant els inicis dels anys 80 la col·lecció es va anar completant amb diverses donacions, tant de particulars com de diverses galeries d'art i algunes adquisicions. Algunes donacions remarcables són els donatius de Domingo Carles i l'Editorial Gustau Gili, entre d'altres. Poc després, el 1985, es faria una nova ampliació, amb l'annexió del Palau Meca.
Durant els anys 90 es van rebre algunes donacions, com Bust de dona o Home assegut. També es van adquirir obres com Retrat de Jacqueline amb cinta, entre d'altres. A finals dels anys 1990 es va realitzar una nova ampliació del museu a la Casa Mauri (núm. 21) i el Palau Finestres (núm. 23), amb l'objectiu d'habilitar un espai per a exposicions temporals, dotant al museu de 3.400 m2 afegits, una sala d'actes i més espai per als serveis. Va ser inaugurada el 1999 amb l'exposició temporal Picasso: paisatge interior i exterior, amb més de 200 obres de l'artista entre 1917 i 1970.

### Segle XXI

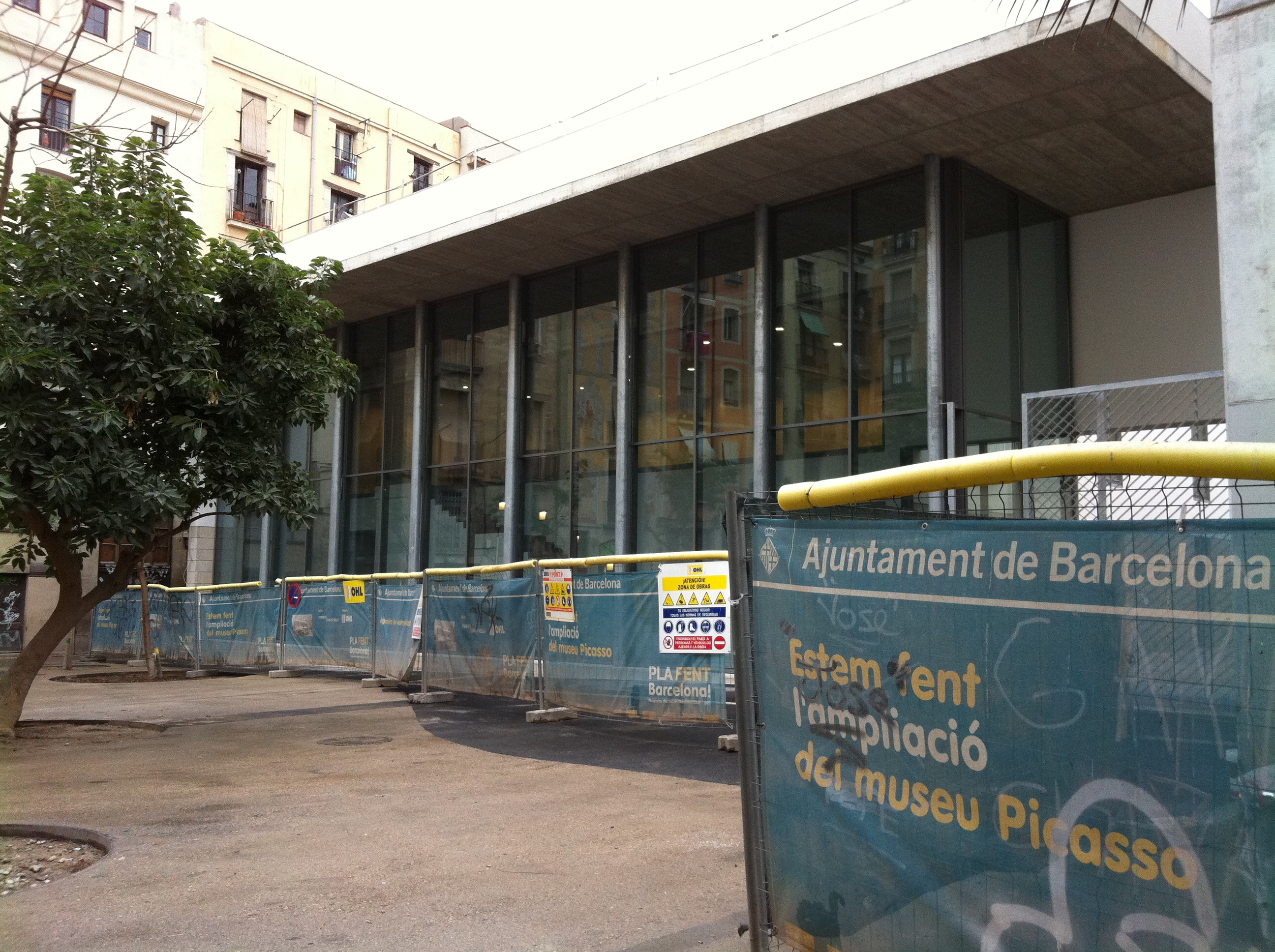
Ampliació del museu a la plaça Sabartés. Centre de Coneixement i Recerca

L'any 2003 es va replantejar l'exposició permanent i es van remodelar els espais interiors i reordenar la presentació d'obres. Dos anys més tard, el 2005, la Generalitat de Catalunya va declarar la institució com a museu d'interès nacional.
El 2006 Maite Ocaña, directora des de 1983, va deixar el càrrec per passar a dirigir el Museu Nacional d'Art de Catalunya. Pepe Serra va ser nomenat director del Picasso el mateix any. El 2008 es va presentar la nova ordenació de la col·lecció permanent i es van obrir noves sales dedicades als gravats i una dedicada a Jaume Sabartés. El 2009 va ser un dels 40 museus d'art més visitats del món, segons The Art Newspaper. També va crear una xarxa catalana dedicada al pintor, signant un conveni amb la resta d'espais culturals vinculats al pintor, com l'Ajuntament de Gósol, el Centre Picasso d'Horta de Sant Joan i la Fundació Palau de Caldes d'Estrac, amb l'objectiu de potenciar la figura de l'artista pel territori català.
Durant la primera dècada del segle XXI es van adquirir algunes obres més, com Barraca de Fira, i es va projectar una nova ampliació del museu, amb l'adquisició d'un edifici a la part posterior del museu, urbanitzant la plaça Sabartés amb la finalitat de descongestionar l'entrada.
L'any 2010 el museu va iniciar un projecte de millora de la presència activa a les xarxes socials, com Twitter, Flickr i Facebook, que va ser premiat per MW2010 amb el premi a la millor tasca en gestió de comunitats 2.0 en l'entorn de museus. Molts dels nous projectes es basen a potenciar la recerca i el coneixement des del mateix museu, convertint-lo en un espai de debat més participatiu.
Per encabir tots els nous projectes del museu, s'ha construït un edifici de nova planta a la plaça Sabartés, al darrere del carrer Montcada. L'edifici és obra de l'arquitecte Jordi Garcés, qui ja va realitzar l'anterior ampliació del museu.
Durant la tardor del 2011 es va anunciar que el museu guanyaria autonomia, buscant un nou marc de relació amb l'Institut de Cultura de l'Ajuntament de Barcelona. Jaume Ciurana, tinent alcalde de cultura, va anunciar que a partir de juliol del 2012 es crearà una fundació pública que permeti a la institució comptar amb recursos propis, agilitat administrativa i una projecció més internacional. També es va anunciar que Pepe Serra, actual director del museu, passaria a dirigir el MNAC. El dia 22 de desembre es va presentar el concurs públic per a buscar el nou director de la institució. El dia 18 de febrer de 2012 es va saber que el nou director seria Bernardo Laniado-Romero, exdirector del Museo Picasso de Màlaga. El març de 2015 el tinent de cultura Jaume Ciurana va anundiar que el museu s'ampliaria amb l'adquisició d'una nova finca, que permetrà la construcció d'una nova cafeteria i una nova botiga. El 22 de juny de 2016 s'anuncia que el nou director és en Emmanuel Guigon.

## Edificis

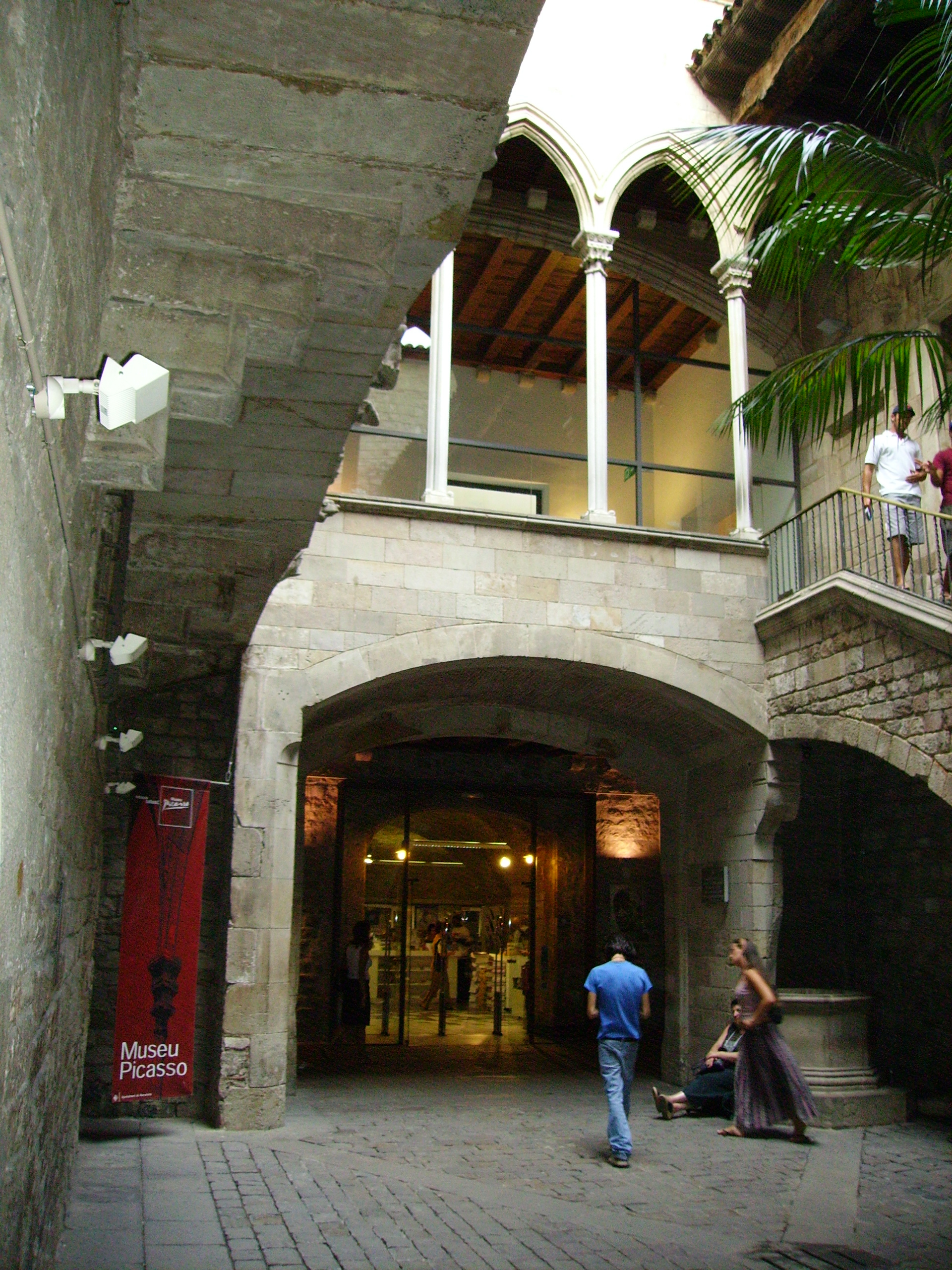
Accés principal al museu

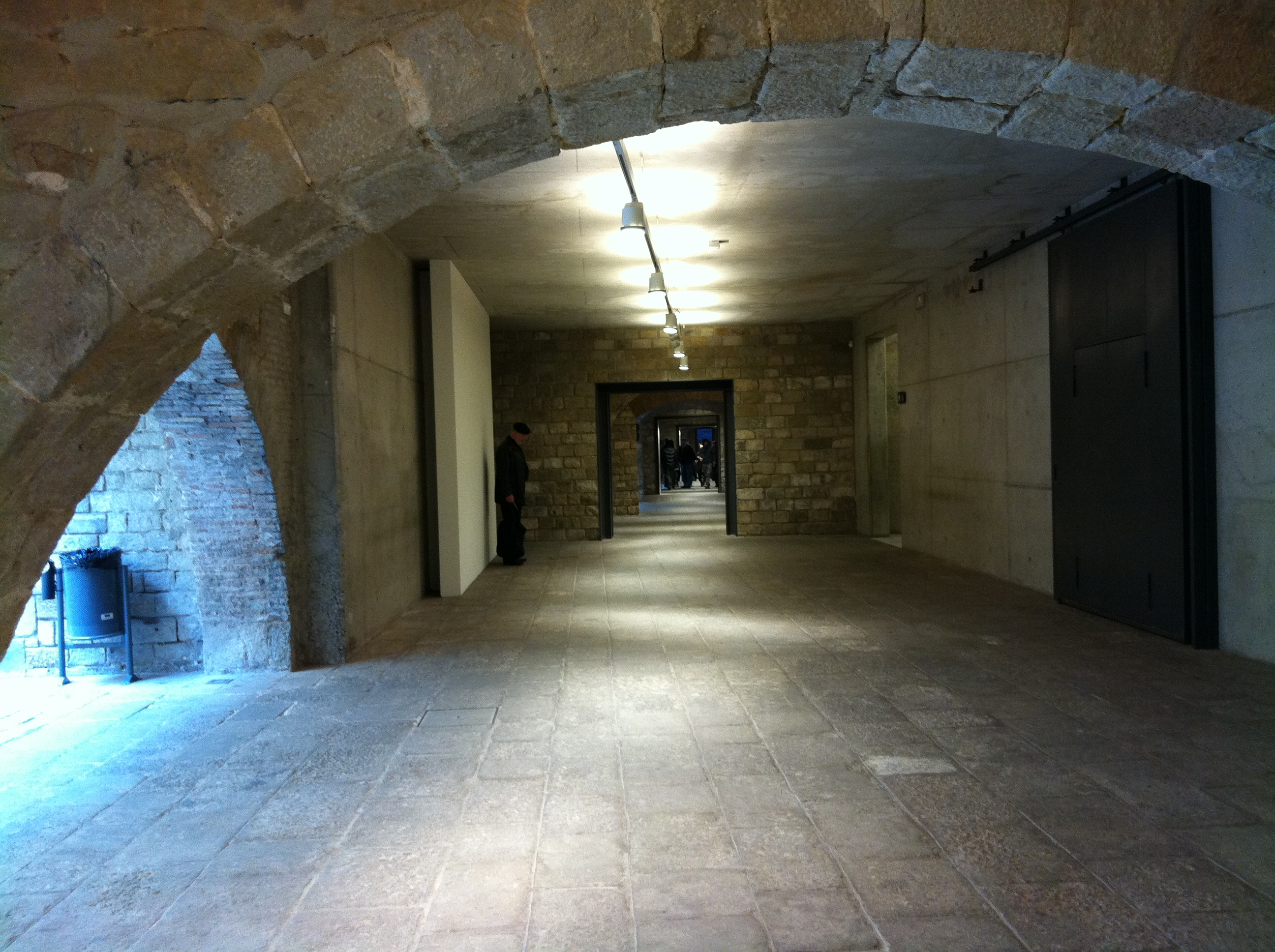
Passadís interior que connecta els 5 casals.

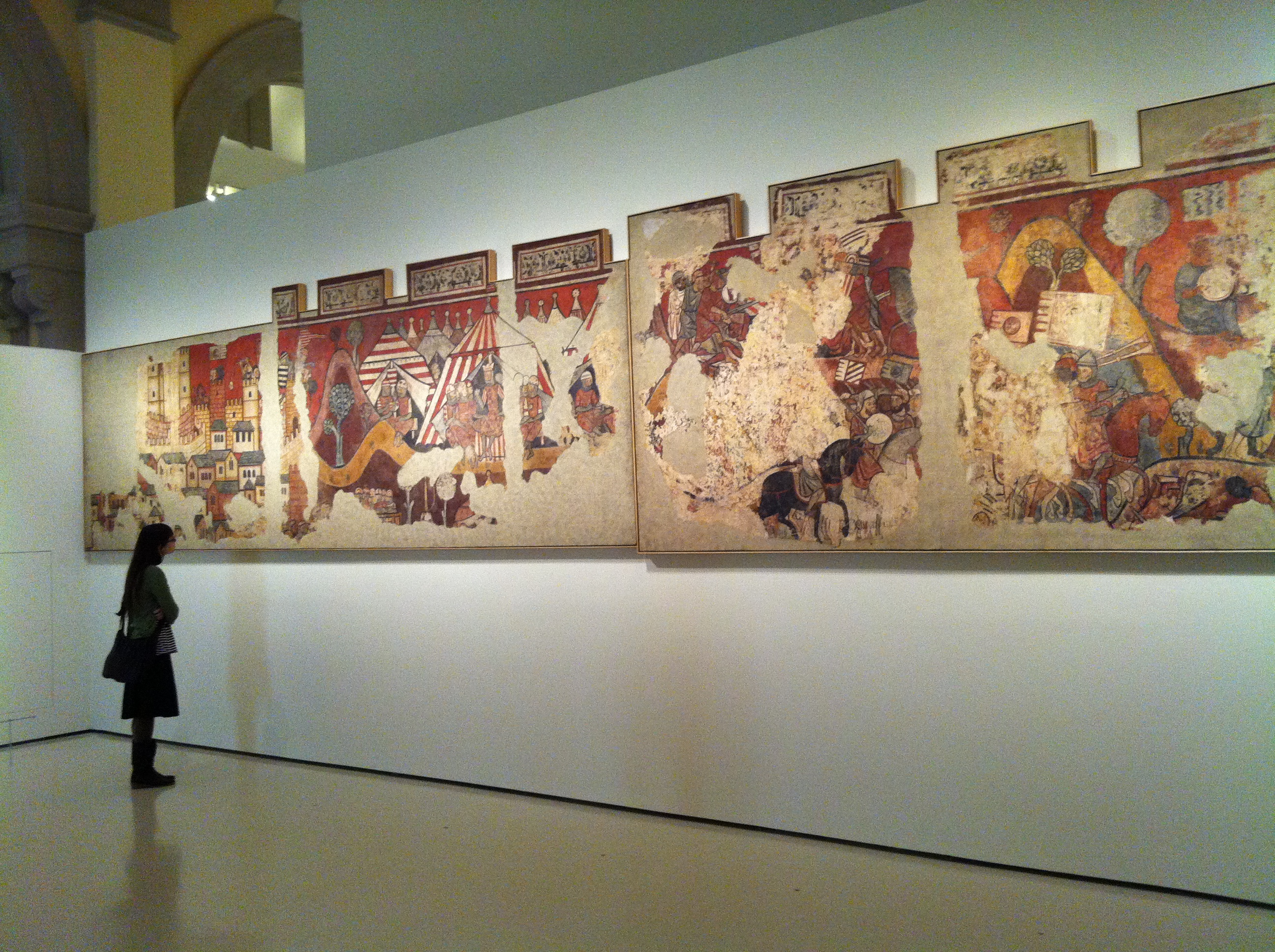
Els frescos de La Conquesta de Mallorca, trobats al Palau Aguilar, actualment exposats al MNAC.

El museu Picasso ocupa cinc grans casals o palaus del carrer de Montcada de Barcelona, datats entre el segle xiii i xiv, ocupant una àrea total de 10.628 m². Els edificis segueixen l'estil del gòtic civil català. Cadascun dels 5 edificis està edificat seguint un patró similar, al voltant d'un pati intern proveït d'una escalinata exterior que permet l'accés a les plantes nobles. Els edificis que alberguen la col·lecció d'obres de Picasso tenen també la seva pròpia història. Aquests cinc palaus són:

### Palau Berenguer d'Aguilar
El Palau Berenguer d'Aguilar (Montcada, 15) fou el primer edifici ocupat pel museu. Data del segle xiii però es van fer unes remodelacions considerables entre el xv i el xviii. El 1533 va ser adquirit per l'Ajuntament de Barcelona, En treure l'arrebossat d'una de les sales es van trobar unes restes de pintures murals del segle xiii, que avui en dia s'exhibeixen al Museu Nacional d'Art de Catalunya. Es tracta d'un gran fresc que representa la conquesta de Mallorca de 1229, on apareixen calders i roses, fet que fa pensar que el palau va pertànyer al llinatge Caldes. Cal destacar el pati central de l'edifici, del segle xv, amb una escala descoberta i una galeria d'arcs gòtics apuntats.

### Palau del Baró de Castellet
El Palau del Baró de Castellet (Montcada, 17) va ser creat al segle xiii, i durant els segles posteriors va anar canviant de mans entre famílies burgeses i aristòcrates de Barcelona. Deu el seu nom al fet que, el 1797, el llavors propietari Marià Alegre d'Aparici i d'Amat va rebre el títol de baró de Castellet de mans de Carles IV. El palau va ser edificat al voltant d'un pati central. Cal destacar un relleu amb temàtica religiosa que es pot observar a la seva façana, realitzat durant el segle xvi. A l'interior, hom pot veure un saló neoclàssic a la planta principal, de mitjans del segle xviii, on destaquen els elements de marbre i els relleus policromats. A la mort del baró, l'edifici fou llegat a l'Hospital de la Santa Creu, qui el va llogar a diferents inquilins fins que el va vendre a la família Rius. L'Ajuntament el va adquirir el 1963.

### Palau Meca
El Palau Meca (Montcada, 19) també s'articula al voltant d'un pati central, segons el model de l'època. Cal destacar els enteixinats medievals policromats de la planta principal i alguns sostres decorats durant el segle xix. Es conserva documentació que n'atorga la propietat el 1349 a Jaume Cavaller, conseller en cap de Barcelona. El seu net Ramon Desplà i Cavaller convertiria el palau en el més important de tota l'illa de cases. Posteriorment, va passar a mans de Josep de Meca-Caçador i de Cartellà, marquès de Ciutadilla. La següent família propietària seria la Milans, que va reformar l'edifici després d'haver estat molt malmès durant el bombardeig de 1714. El 1901, va ser donat als Germans de la Doctrina Cristiana i s'hi va instal·lar el Montd de Pietat de Santa Madrona, que amb el temps s'integrà a la Caixa de Pensions. El 1977, va cedir el palau a l'Ajuntament de Barcelona, que l'11 de gener del 1982 es va incorporar al museu, i finalment, va passar a mans de l'Ajuntament el 2011.

### Casa Mauri
La Casa Mauri (Montcada, 21) data del segle xviii, època de la qual conserva la façana, on cal destacar la gelosia de fusta, gairebé l'únic exemplar a Barcelona d'aquest sistema de tancament típic del Barroc. El 1943 va ser adquirida per Vicenç Mauri, que el va reformar per a incorporar-lo a la seva fàbrica de dolços. Després d'una intervenció de l'arquitecte Jordi Garcés que en fa ver desaparèixer tot l'interior, el 1999 va ser incorporat al Museu Picasso.

### Palau Finestres
El Palau Finestres (Montcada, 23), construït sobre les bases d'un edifici del segle xiii, va ser àmpliament remodelat durant el segle xviii. L'Ajuntament va adquirir l'edifici el 1970 i, després d'una intervenció (obra del mateix Garcés) que va suposar la pràctica desaparició de l’edifici original, a excepció de la façana al carrer de Montcada, el pati principal i alguns arcs a la part posterior de la planta baixa, el 1999 el va incorporar al Museu Picasso. Actualment es fa servir com a sala d'exposicions temporals.

### Centre de Coneixement i Recerca

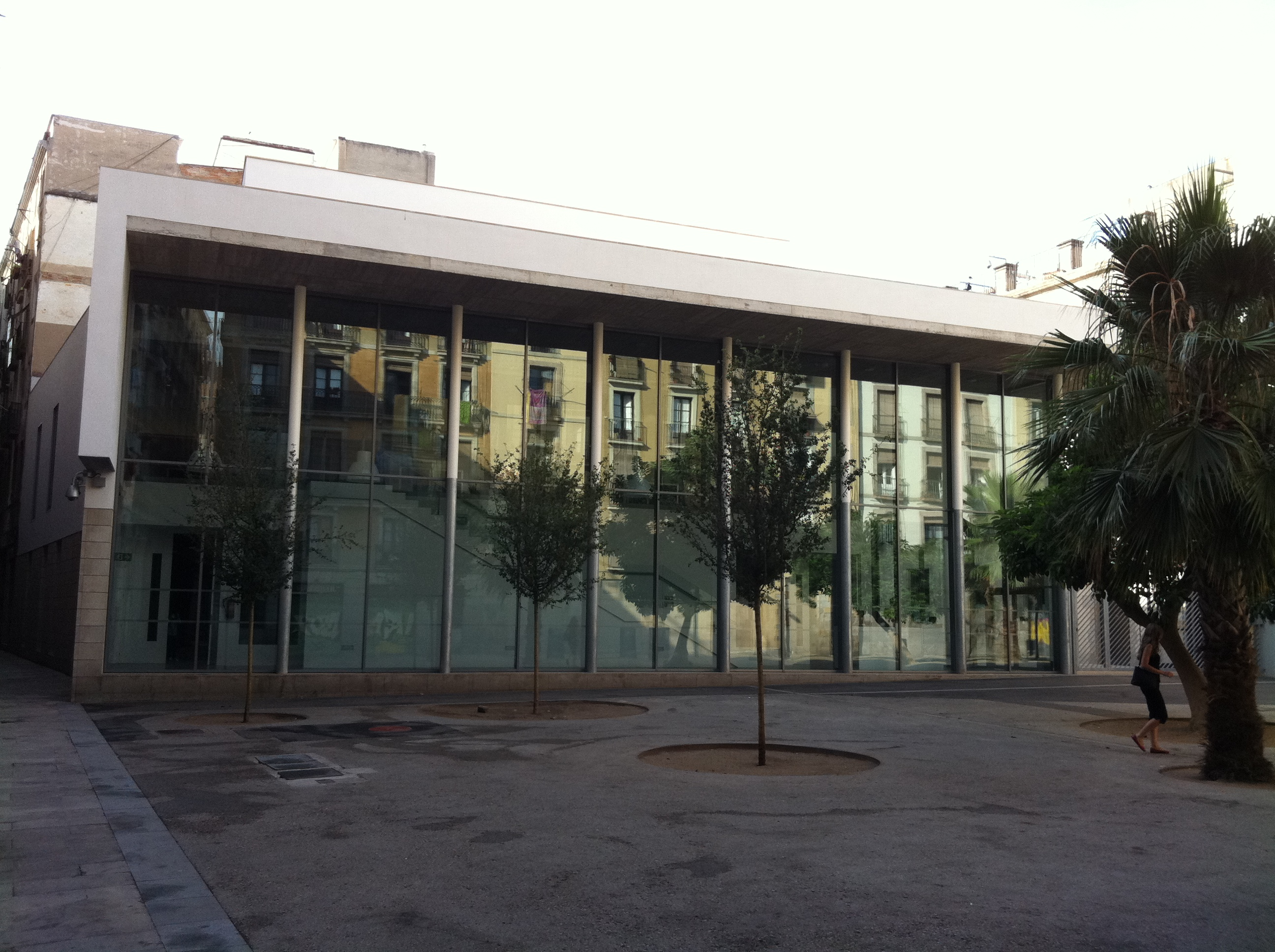
Centre de Coneixement i Recerca del Museu Picasso

El 17 de febrer de 2011 es va presentar a la premsa el Centre de Coneixement i Recerca del Museu Picasso, un edifici de nova planta ubicat a la plaça Sabartés, obra de l'arquitecte Jordi Garcés. L'espai vol esdevenir un lloc de referència internacional en l'estudi de tant de l'artista com del seu context artístic i social, convertint-se, segons el director Pepe Serra, en un espai per a la discussió, el diàleg, el debat i el coneixement, i no pas un espai de consum. Des de la creació del museu, el mateix Sabartés ja volia que el centre esdevingués «el primer centre d'estudis d'investigació picassiana del món» La responsable d'aquest espai és Sílvia Domènech, encarregada entre 1997 i 2007 de l'Arxiu Fotogràfic de Barcelona.
Jordi Garcés, qui ja va realitzar l'anterior ampliació del museu, ha projectat un edifici de 1.500 metres quadrats amb façana transparent de vidre protegit per un voladís, que acull un centre pedagògic a la planta baixa, amb 4 espais polivalents
destinats al servei educatiu del Museu. La primera planta està destinada a la biblioteca, el centre de documentació i l'arxiu del Museu. La planta del sòtan es dedicarà als serveis interns (vestidors, zones de descans...) Les obres de construcció van iniciar-se el 10 de juliol del 2009 i van finalitzar el 16 de febrer del 2011, suposant una inversió de 6,7 milions d'euros.

### Futures ampliacions
L'Ajuntament de Barcelona promourà l'ampliació dels espais expositius d'un dels principals museus de la ciutat. A través d'aquesta 
ampliació es promourà també l'eix Montcada com un eix de referència museística a la ciutat.

## La col·lecció permanent
Les èpoques més representades són les corresponents a l'etapa infantil i escolar (Màlaga, la Corunya i Barcelona, 1890-97), l'època formativa (Barcelona, Horta de Sant Joan i Madrid, 1897-1901), l'època blava (1901-04), obres barcelonines del 1917 i el conjunt de la sèrie Las Meninas (1957).
La majoria de les pintures que s'exposen al museu corresponen al període comprès entre 1890 i 1917. Es tracta d'una col·lecció molt important pel que fa a determinats moments de la vida de Picasso, com són la seva època infantil i escolar -Màlaga, La Corunya i Barcelona, entre 1890 i 1897- quan va fer obres com Ciència i caritat, de 1897 i la formativa a Barcelona i Horta de Sant Joan i Madrid, entre 1897 i 1901. També hi ha obres del seu període blau i obres del seu període barceloní el 1917, com Arlequí. El museu disposa de molt poques pintures posteriors a 1917, exceptuant la sèrie de Las Meninas, pintada el 1957.
La col·lecció de gravats i litografies comprèn bàsicament el període entre 1962 i 1982. El mateix Picasso va lliurar al museu una còpia de cadascuna de les seves obres produïdes després de la mort de Sabartés el 1968. A més, s'inclouen algunes de les il·lustracions que va realitzar per a diverses edicions de llibres. L'exposició del museu es completa amb la ceràmica, donada per Jacqueline, vídua de l'artista.
Entre 2009 i 2010 s'ha habilitat una visita en línia a la col·lecció del museu a través del seu web. Actualment (octubre de 2010) es pot consultar més del 65% del fons del museu via internet.

### Els inicis: Màlaga, 1890 – La Corunya, 1891–1895 (Sala 1)
Picasso va entrar en contacte amb l'art des de petit. El seu pare era alhora pintor, professor de belles arts i conservador del Museu Municipal de Màlaga. En aquesta sala es poden veure alguns dels pocs dibuixos existents d'aquest primer període, marcats per un traç i una composició de caràcter infantilista però amb un cert to academicista, tot intentant d'emular el seu pare. De l'època a La Corunya, es poden veure els dibuixos que va començar a realitzar com a exercicis i algunes petites taules a l'oli. També es poden veure dos retrats que sobresurten, Retrat de Vell, i Home amb boina. Altres obres a destacar són Retrat de la mare i Retrat del pare
Obres destacades: 
- Home amb boina
- Retrat de la mare de l'artista
- Retrat del pare de l'artista
- Autoretrat

### Formació Barcelona, 1895–1897 (Sales 1, 2 i 3)
A Barcelona, Picasso s'inscriu a l'Escola de la Llotja. En aquestes sales es poden veure un seguit de dibuixos i olis acadèmics, on sobresurten els dibuixos al natural i alguns aspectes relacionats amb llocs concrets de la ciutat on exercitat la pintura a l'aire lliure. També es pot veure el primer oli que va presentar a la III Exposició de Belles Arts i Indústries Artístiques a Barcelona, Primera Comunió, fet només amb quinze anys, i Retrat de la tia Pepa, possiblement el retrat més important de la seva fase formativa. L'obra de 1897 Ciència i caritat, un quadre influenciat pel realisme social, va fer-se ressò en els mitjans artístics de l'època, sent una de les seves obres mestres de joventut, obtenint una menció honorífica a l'Exposició Universal de Belles Arts de Madrid.
Obres destacades: 
- Ciència i caritat
- Paisatge muntanyenc
- Platja de la Barceloneta
- Retrat de la tia Pepa

### Madrid – Horta de Sant Joan, 1897–1899 (Sala 3)
En aquest espai es poden veure obres de quan l'artista passà un temps a Madrid, estudiant a la Reial Acadèmia de Belles Arts de San Fernando, de la qual l'artista va renegar públicament. Quan va tornar a Barcelona, va agafar l'escarlatina i se'n va anar a Horta de Sant Joan, poble del seu amic Pallarès. També hi ha obres d'aquest període, quan va realitzar pintures d'ambient rural, on queda palès el seu tractament de la llum i l'espontaneïtat de la seva pintura.
Obra destacada: 
- El mas del Quiquet

### Barcelona, 1899–1900 (L'avantguarda) (Sala 4)

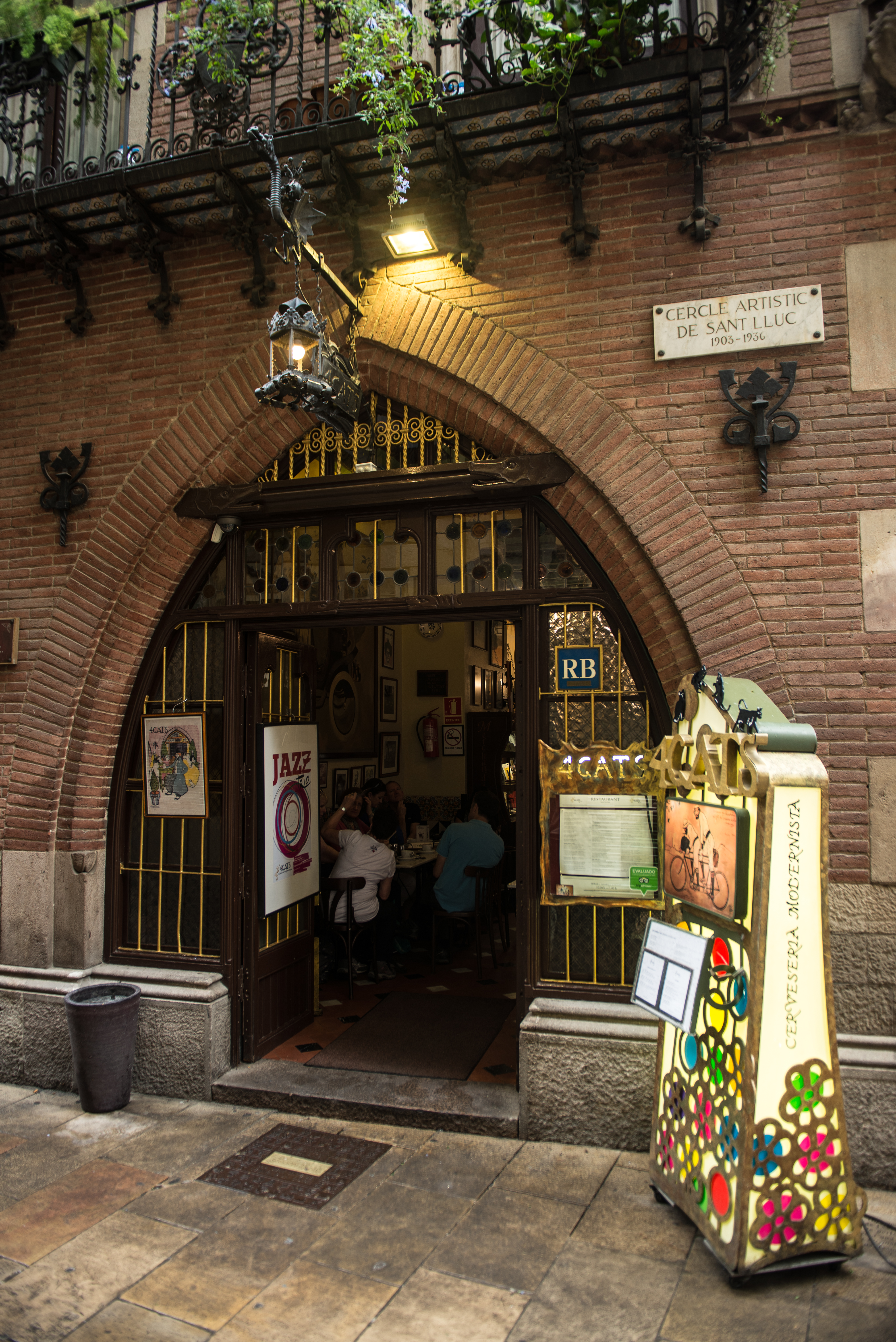
Els Quatre Gats

En aquest espais es mostren les pintures de quan Picasso va entrar en contacte amb l'avantguarda catalana i el cercle dels Quatre Gats, on establí amistat amb personatges com Carles Casagemas, Jaume Sabartés, Joaquim Mir, Isidre Nonell i Ramon Pichot, entre d'altres.
Obres destacades: 
- Retrat de l'escriptor Ramon Reventós
- Poeta decadente
- El carrer de la Riera de Sant Joan, des de la finestra de l'estudi de l'artista

### París, 1900–1901 (Sales 5–7)
Aquesta part de l'exposició recull les primeres experiències de Picasso a París. Va arribar a la ciutat durant la tardor de 1900 i va entrar en contacte amb les avantguardes europees, centrant-se en l'impressionisme, el puntillisme i els nabís.
Aquestes obres mostren la seva observació del París nocturn, i dels seus personatges ambients. A nivell estètic, en aquest període les obres mostren una aplicació de la pinzellada més aviat mitja, lleugera i aspra, realitzada amb colors càlids.
Obres destacades:
- El divan
- L'abraçada
- La fi del número
- Barraca de fira
- Natura Morta
- L'espera (Margot)[31]

### Època Blava, 1901–1904 (Sala 8)
En aquest període el blau es converteix en el color més present a la seva obra, arribant progressivament fins a obres gairebé monocromàtiques al final de l'etapa. Fa servir el color com a simbolisme, donant-li un cert to més espiritual a les seves obres.
Obres destacades:
- La dona de la còfia
- Terrats de Barcelona
- Desemparats
- El foll
- Cap de dona (Fernande)
- Dona asseguda

### Època Rosa, 1905–1906 (Sala 9)
En aquest període comença a ampliar de nou la seva paleta de colors, centrant-se en el món dels saltimbanquis i del circ. També passa una temporada a Gósol, on comença a realitzar recerques del volum i comença a sentir interès per l'art ibèric.
Obres destacades:
- Retrat de la senyora Canals
- Arlequí

### Barcelona, 1917 (Sales 10 i 11)
Abans de tornar a Barcelona, Picasso entra en contacte amb el món del ballet. En aquesta època coneix la ballarina Olga Khokhlova, amb qui més tard es casaria. D'aquest període es poden veure una sèrie d'obres que mostren la recerca de Picasso de noves fonts i recursos plàstics. A l'Arlequí, per exemple, Picasso fa un volt al classicisme, tant en la forma com en les tonalitats. Aquest quadre va ser la primera obra de l'autor que va ingressar a un museu Barceloní.
Obres destacades:
- L'ofrena
- Cavall banyegat
- El Passeig de Colom
- Blanquita Suárez
- Copa i paquet de tabac

### Las Meninas (Sales 12 i 13)

Las Meninas originals, de Velázquez.

En aquesta zona s'exposa la sèrie de Las Meninas, realitzada per Picasso entre agost i desembre de 1957, tot analitzant l'obra de Velázquez. Es tracta d'una suite de 58 obres, 48 d'elles donades pel mateix Picasso al museu el 1968. El conjunt d'obres demostra un profund estudi del ritme, el color, el moviment de l'obra d'origen, així com grans dosis d'imaginació per part de l'artista.
Obres destacades: 
- Las Meninas (conjunt)
- Las Meninas (infanta Margarita Maria)

### Els Colomins i Picasso Ceramista (Sales 15 i 16)
Picasso va passar l'estiu de 1946 a Vallauris, on va conèixer un matrimoni propietari d'una fàbrica de ceràmica, fet que va contribuir que comencés a treballar aquest material. Durant els anys següents intensificaria els seus treballs com a ceramista, tot buscant resultats experimentals durant els processos de manipulació i cocció. El museu Picasso conté 41 peces d'aquest període, donades per Jacqueline Picasso el 1982.
Obres destacades:
- Plata Espanyola: Escena de cursa amb peix
- Els colomins
- Home Assegut
- Pintor treballant

### Espai Sabartés (Sales S)
El Museu ha dedicat un espai al seu primer promotor, Jaume Sabartés, secretari personal i amic íntim del pintor. Una de les obres més destacades d'aquest espai és el retrat que Picasso li va fer amb gorgera, pintat a Royan el 1939.
Obra destacada:
- Retrat de Jaume Sabartés amb gorgera i barret

### Gravats (Sales G)
Picasso fou un dels grans mestres del gravat modern. Va realitzar una intensa producció de més de 2.000 obres, moltes de les quals es troben al museu. Per raons de conservació preventiva, no tots els gravats rellevants es troben exposats. El Museu té una rellevant col·lecció d'obra gravada i litografiada de l'artista, que comprèn unes 1.500 estampes. Algunes són donació de Jaume Sabartés, un dels artífexs del museu. Una part important les va donar el mateix Picasso quan ret homenatge a Sabartés en la seva mort, i es compromet a donar, des d'aleshores i fins al final de la seva vida, un exemplar de cada obra gravada que produeixi. La resta són donacions d'altres benefactors i obres que ha anat adquirint el museu. Aquestes sales van ser obertes el 2008.
Obres destacades:
- La Minotauromàquia
- Suite Vollard
- Les metamorfosis d'Ovidi
- Il·lustracions de la Celestina

## Exposicions temporals

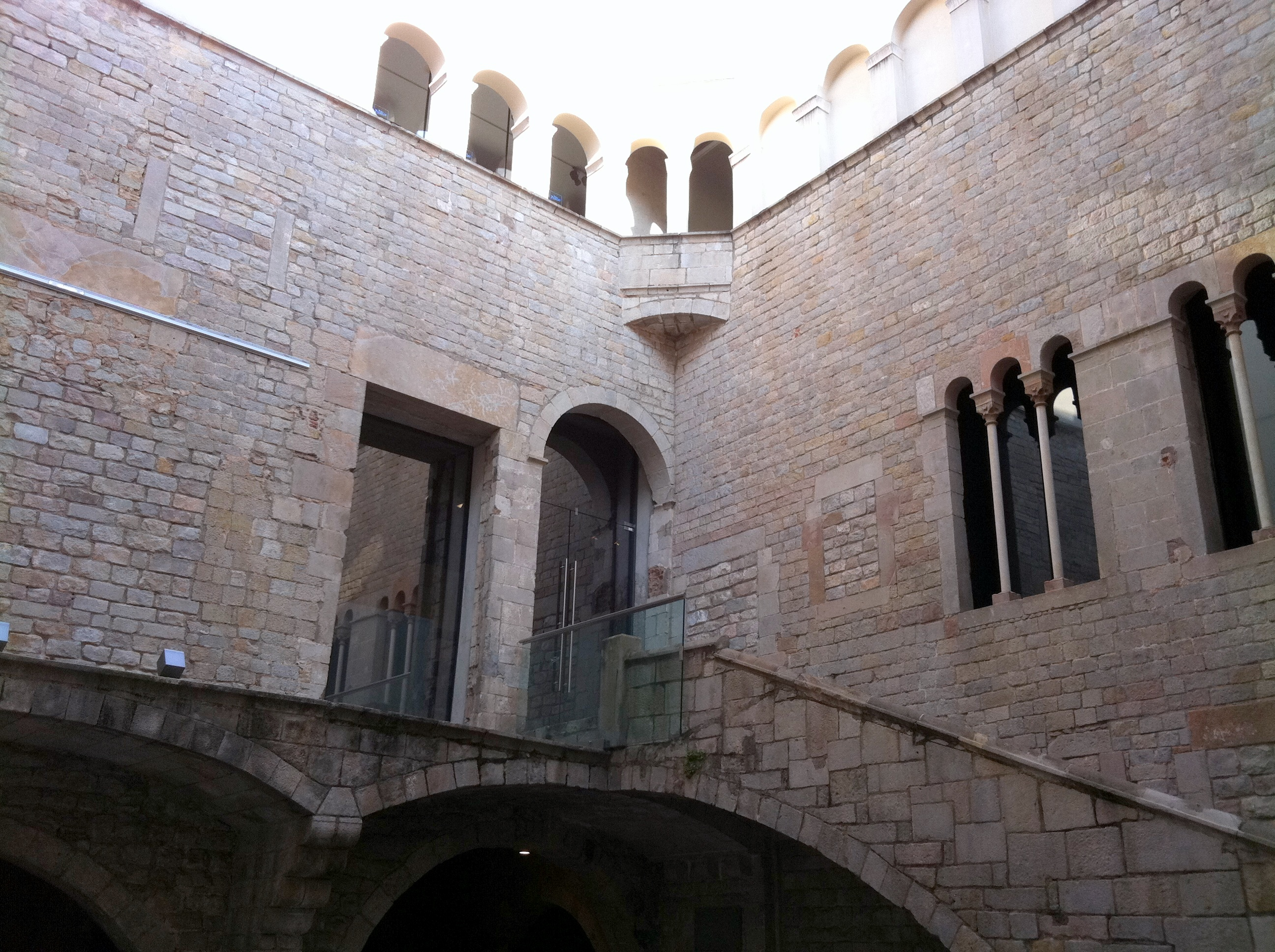
Entrada a les exposicions temporals pel Palau Finestres

El Museu Picasso ha realitzat desenes d'exposicions temporals des que fou inaugurat. Sovint, aquestes exposicions estan relacionades amb la figura del pintor o amb temàtiques relacionades amb el seu ambient, intentant recercar i revisar l'obra i els estudis del pintor malagueny. També s'han realitzat exposicions on s'analitza la relació entre Picasso i d'altres artistes, com a Picasso vs. Rusiñol, celebrada durant el 2010. En alguna ocasió també s'ha organitzat alguna exposició itinerant, com Tauromàquia. Pintures, dibuixos i gravats en la col·lecció del Museu Picasso de Barcelona que es va poder veure a la Casa Lis de Salamanca durant el 2010. També realitzen petites exposicions focalitzades en un sol tema, anomenades displays, com la que analitza el quadre Ciència i caritat, mostrant els resultats d'estudis radiogràfics i de reflectologia, o una altra que analitza una exposició que es va realitzar sobre Picasso a Barcelona el 1936, Sala Esteva. Exposició Picasso, 1936.

## Serveis

### Biblioteca

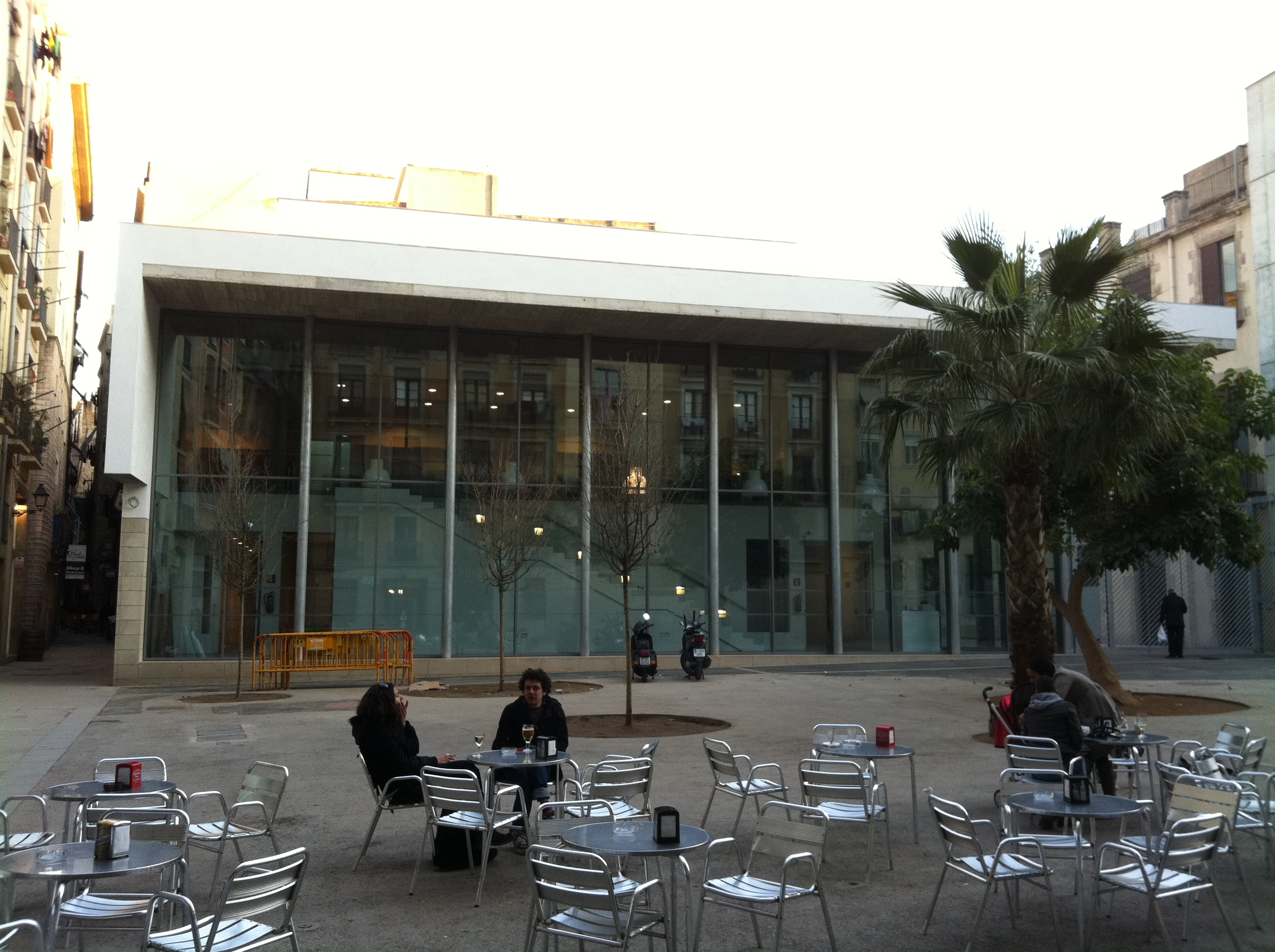
Biblioteca del Museu Picasso

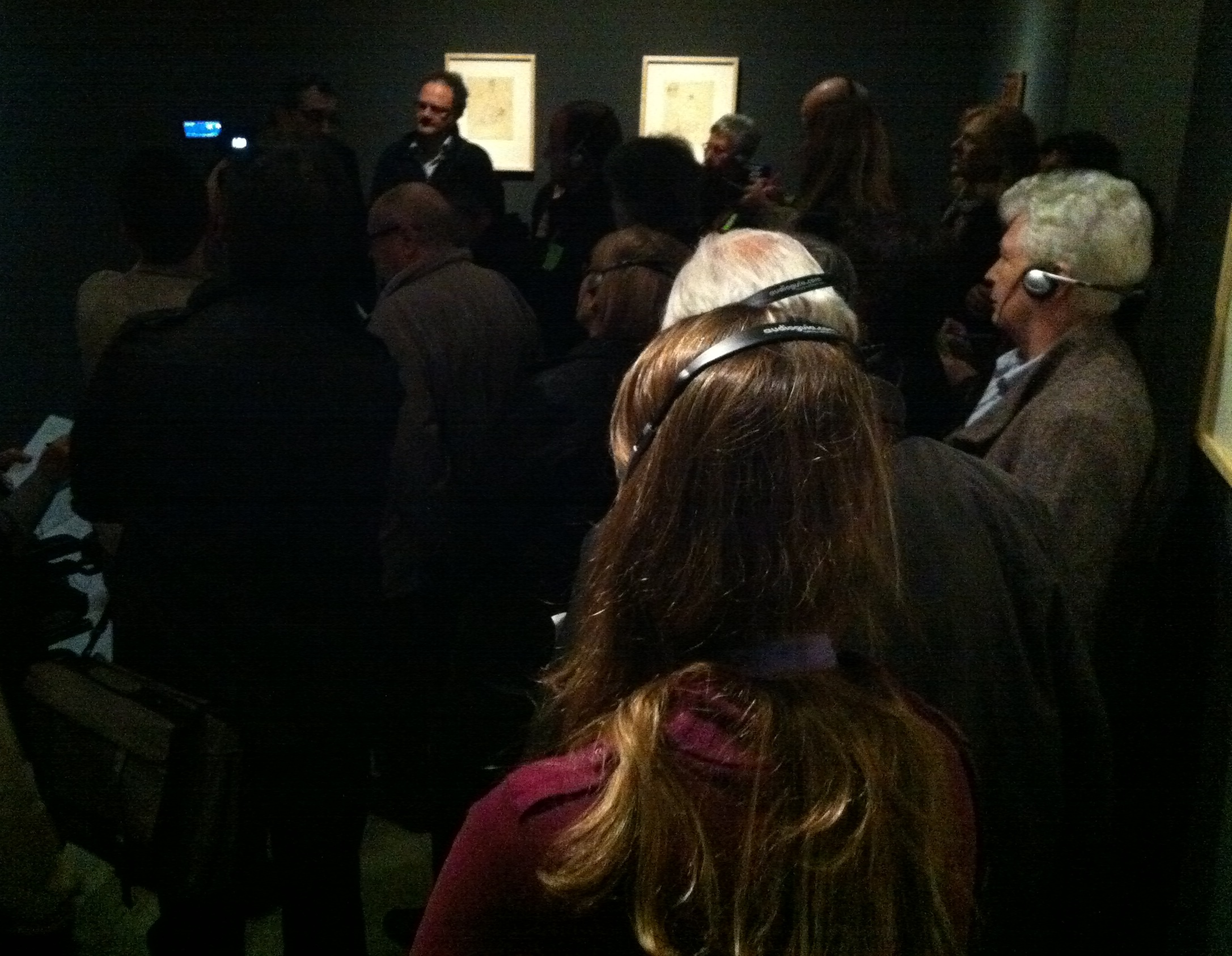
Visita guiada per Francesc Fontbona, historiador.

El Museu disposa d'una biblioteca pública i gratuïta de més de 6.000 referències, ubicada a la tercera planta del Palau Aguilar. Es tracta d'un espai de consulta amb un fons documental sobre la vida i obra de l'artista, així com del seu context artístic, abastant pràcticament tots els moviments pictòrics del segle xx. Per accedir-hi cal concertar una visita prèvia.
A la biblioteca es poden trobar des de catàlegs d'exposicions de Picasso fins a edicions de bibliòfil. També hi han col·leccions d'algunes de les revistes de l'avantguarda catalana de principis del segle xx, on Picasso col·laborà o va aparèixer sovint. També disposa, amb accés restringit, d'una col·lecció de llibres d'artista amb il·lustracions del mateix Picasso o per altres artistes de renom.

### Activitats educatives
Un dels altres aspectes a destacar del Museu Picasso és la quantitat de serveis i propostes formatives i d'oci per a les famílies i els centres educatius. El museu compta amb un departament específic i un apartat al web on es poden descarregar recursos específics per a dur a terme activitats educatives durant la visita, adreçats tant a professors de primària, com de secundària o batxillerat. Organitza tant visites comentades per a adults, com visites dinamitzades adaptades als diferents nivells educatius, tant a la col·lecció permanent com a les exposicions temporals.
El museu també organitza conferències i seminaris i diferents activitats en col·laboració amb altres institucions, com la UOC, el festival GREC, l'Hospital Sant Joan de Déu, la Universitat Pompeu Fabra i l'Escola Eina, entre d'altres.

### Conservació preventiva i Restauració
El museu disposa del seu propi equip de conservació preventiva i de restauradors, per tal de garantir que les obres de la mateixa col·lecció estiguin en les millors condicions possibles per a les futures generacions. Des d'aquest departament s'estudien i es documenten tant les obres com els materials que Picasso va emprar amb l'objectiu de millorar la comprensió de la seva obra.
Des d'aquest departament també s'estableixen les mesures més adequades de protecció ambiental i s'estableixen els protocols de seguretat més adients.

## Directors
- Joan Ainaud de Lasarte (1963 - 1966)
- Rosa Maria Subirana (1966 - 1983)
- Maria Teresa Ocaña (1983 – 2007)
- Pepe Serra (2007 – 2011)
- Bernardo Laniado-Romero (2012- 2016)
- Emmanuel Guigon (2016 - actualitat)

## Premis i reconeixements
- 2015 - Premi Born Comerç